# Далматински купусар
Далматински купусар (лат. Pieris mannii) врста је лептира из породице белаца (лат. Pieridae).

## Опис врсте
Сличан осталим купусарима, разликује се по црној шари на предњем крилу. На крупну мрљу предњег крила понекад се настављају штрафте до задњег руба.

## Распрострањење и станиште
Најчешћи на планинама и у клисурама, насељава топла станишта јужне и југоисточне Европе.

## Биљке хранитељке
Основне биљке хранитељке су: Бисерак (Iberis sempervirens) и Громотуљка (Alyssoides utriculata).